# Szabadnapos baba
A Szabadnapos baba (eredeti cím: Baby's Day Out) 1994-ben bemutatott amerikai családi filmvígjáték, amelyet Patrick Read Johnson rendezett. Az élőszereplős játékfilm producerei John Hughes és Richard Vane. A forgatókönyvet John Hughes írta, a zenéjét Bruce Broughton szerezte. A mozifilm a Hughes Entertainment gyártásában készült, a 20th Century Fox forgalmazásában jelent meg.
Az Amerikai Egyesült Államokban 1994. július 1-jén, Magyarországon 1994. december 15-én mutatták be a mozikban.
A film hazájában veszteséges volt és a kritikusok tetszését sem nyerte el. Az amerikai bevételek 16 millió dollárt tettek ki, míg a teljes költségvetés 48 millió dollár volt. Mindazonáltal a külföldi nézők előtt sokkal jobban szerepelt, mert Indiában és a délkelet-ázsiai országokban hatalmas sikert aratott és a mai napig népszerű klasszikusnak számít.

## Cselekmény
Bink baba még nincs kétéves, kedvenc könyve a dadája által ezerszer elmesélt és átlapozott mesekönyv, melyben egy baba megszökik otthonról. A családhoz fotósok érkeznek, kik szeretnének családi fényképeket készíteni. Ám az egész csak átverés, a fotósok elrabolják Bink babát, hogy később váltságdíjat követelhessenek érte. A kis picúr azonban túljár elrablói eszén, és elszökik tőlük, majd sorra végigjárja a könyvben látott helyszíneket, közben számos izgalmas és veszélyes kalandba bonyolódva. Az idegösszeomlás szélén álló édesanyja és emberrabló szélhámosok erednek az elkószált bébi nyomába. Ám Bink baba mindig egy lépéssel üldözői előtt jár, és hamarosan az újságok ünnepelt sztárja lesz. Egyáltalán nincs tisztában az általa okozott felfordulással, elszántan, magabiztosan mászik tovább négykézláb, titokzatos célja felé.

## Szereplők
| Szereplő                         | Színész                                | Magyar hang       |
| -------------------------------- | -------------------------------------- | ----------------- |
| Bink Cotwell                     | Adam Robert Worton Jacob Joseph Worton | eredeti nyelven   |
| Eddie                            | Joe Mantegna                           | Dózsa László      |
| Norby                            | Joe Pantoliano                         | Maros Gábor       |
| Veeko                            | Brian Haley                            | Gesztesi Károly   |
| Laraine Cotwell                  | Lara Flynn Boyle                       | Németh Zsuzsa     |
| Bennington Cotwell               | Matthew Glave                          | Juhász György     |
| Gilbertine                       | Cynthia Nixon                          | Farkasinszky Edit |
| Mr. Andrews                      | John Neville                           | Horányi László    |
| Dale Grissom FBI-ügynök          | Fred Thompson                          | Csurka László     |
| Ursula                           | Magda Szubanski                        | Vajda Márta       |
| Ronnie Lee                       | Jennifer Say Gan                       | Zborovszky Andrea |
| Rendőr #1                        | Neil Flynn                             | Mikula Sándor     |
| Rendőr #2                        | William Holmes                         | Wohlmuth István   |
| Idős katona az öregek otthonában | Eddie Bracken                          | Makay Sándor      |
| Járőr                            | William Rossman                        | Balázsi Gyula     |
| Jojo Ducky                       | Mike Starr                             | Gruber Hugó       |
| Gorilla                          | John Alexander                         | eredeti nyelven   |
| Mrs. McCray                      | Anna Thomson                           |                   |